# Casa di Vlad Dracul
La casa di Vlad Dracul, a Sighișoara, si trova in Tin Street 1, tra la piazza della Cittadella e la Torre dell'Orologio. È il luogo in cui si suppone sia nato Vlad l'Impalatore, il personaggio storico che ispirò il Dracula di Bram Stoker, nel 1431. Suo padre, Vlad Dracul, principe di Valacchia, e la moglie incinta furono ospitati in questa casa dal sindaco di Sighișoara tra il 1431 e il 1435, durante l'invasione turca della Valacchia. Sembra essere la struttura in pietra più antica della città, a giudicare dalla volta cilindrica in pietra di fiume che si eleva dal piano terra. La casa ospita un ristorante in stile medievale al piano terra e un piccolo museo delle armi al primo piano.